# ليسبيزي
ليسبيزي هي قرية تقع في إقليم ياش في رومانيا وبلغ عدد سكانها 6,078 نسمة في عام 2002م.